# Carinosquilla carinata
Carinosquilla carinata is een bidsprinkhaankreeftensoort uit de familie van de Squillidae. De wetenschappelijke naam van de soort is voor het eerst geldig gepubliceerd in 1950 door Serene.